# 中央山脈 (伊比利亞半島)
中央山脈（西班牙語：Sistema Central），是歐洲的山脈，位於伊比利亞半島，橫跨西班牙的埃斯特雷馬杜拉、卡斯蒂利亞-拉曼恰和卡斯蒂利亞-萊昂、葡萄牙的瓜達區和布朗庫堡區，是塔霍河和杜羅河的分水嶺，長485公里、寬90公里，最高點是海拔高度2,592米的阿爾曼索爾峰，包含瓜達拉馬山脈、格雷多山脈和埃什特雷拉山脈，山體在第三紀時期由石灰岩和砂岩組成。